# 하기노역
하기노역(일본어: 萩野駅)은 일본 홋카이도 시라오이 군 시라오이정에 위치한 홋카이도 여객철도 · 일본화물철도 무로란 본선의 철도역이다. 단선 · 섬식의 형태를 합친 2면 3선 구조의 복합 승강장을 갖춘 지상역이다.

## 화물 취급
JR화물의 역은, 전용선 발착의 컨테이너 화물 · 전용선 발착의 차급화물의 취급역으로 되어있지만, 2008년 3월 15일 다이어 개정으로 화물열차의 설정이 폐지되었다.
화물열차의 설정이 있었던 2008년 3월까지는, 기타요시하라역 배수에 있는 닛폰 제지 시라오이 공장으로 이어지는 전용선이 가져 있었다. 이 역부터 전용선을 통해서, 진야마치역 발송의 목재칩이 반입되었던 것 외에, 컨테이너에 의한 제지품의 발송이 행해지고 있다. 예전에는 제지품을 유개차에 쌓였었지만, 도쿄도의 이다마치 역까지 수송되었다. 또한 2007년까지는, 모토와니시역 발송의 석유도 공장에 반입되었었다.

## 역 주변
- 국도 제36호선
- 시라오이 정청 하기노 출장소
- 하기노 진자

## 역사
- 1907년 12월 25일 : 일본국유철도의 시레토코 신호소로서 설치.
- 1909년 10월 15일 : 화물역으로 승격, 시레토코역으로 개업.
- 1911년 4월 1일 : 여객 영업 개시.
- 1942년 4월 1일 : 하기노역으로 개칭.
- 1958년 10월 : 2대째의 현 역사로 개축.
- 1960년 7월 경 : 다이쇼와 제지 시라오이 공장 전용선 운용개시.
- 1972년 3월 15일 : 전용선 발착을 제외한 화물 취급 폐지.
- 1978년 : 과선교 설치.
- 1984년
  - 2월 1일 : 소화물 취급 폐지.
  - 4월 1일 : 업무 위탁역화.
- 1987년 4월 1일 : 일본국유철도 분할 민영화에 의해, 홋카이도 여객철도가 승계.
- 1992년 4월 10일 : 컨테이너 화물의 취급을 개시.
- 2008년 3월 13일 : 이 날의 목재칩 수송용 화차의 반거에 의해 전용선 폐지. 같은 해 3월 15일의 다이어 개정으로 화물 열차의 설정도 폐지되었다.
- 2011년 4월 1일 : 업무 위탁 폐지. 무인역으로 한다.

## 인접 역
| 홋카이도 여객철도 무로란 본선   | 홋카이도 여객철도 무로란 본선 | 홋카이도 여객철도 무로란 본선 |
| ------------------------------- | ----------------------------- | ----------------------------- |
| H 25 기타요시하라 오샤만베 방면 | ■ 무로란 본선                 | 시라오이 H 23 도마코마이 방면 |